# Amministrazione apostolica
L'amministrazione apostolica è una tipologia di circoscrizione ecclesiastica della Chiesa cattolica di rito latino.

## Normativa canonica
L'amministrazione apostolica è definita dal Codice di diritto canonico al canone 371 §2:
(canone 371 §2)
Si tratta di una forma di Chiesa particolare, equiparata alla diocesi, definita dal suo territorio e guidata da un amministratore apostolico, non necessariamente insignito del carattere episcopale.
I motivi per cui una determinata zona non diventa diocesi, ma amministrazione apostolica, possono risiedere in particolari difficoltà di rapporto tra la Santa Sede e lo Stato a cui appartiene il suo territorio, oppure per mutamenti di confine tra due o più Stati, o semplicemente perché la struttura di Chiesa è ancora molto debole e non sarebbe possibile costituire una vera diocesi.
Dal 2002 è stata introdotta anche una sua forma particolare, ovvero l'amministrazione apostolica personale: essa è limitata territorialmente e la giurisdizione dell'amministratore sui suoi fedeli è a carattere personale e cumulativa con quella dell'ordinario del luogo. Attualmente l'unica amministrazione apostolica di questo tipo è quella di San Giovanni Maria Vianney, coestensiva con il territorio della diocesi di Campos in Brasile, e nella quale si celebrano l'eucaristia e gli altri sacramenti secondo il rito romano e la disciplina liturgica da Pio V rivisti e ordinati, con gli adattamenti apportati dai suoi successori fino a Giovanni XXIII.

## Amministrazioni apostoliche
Elenco delle amministrazioni apostoliche:
- Amministrazione apostolica dell'Albania meridionale
- Amministrazione apostolica di Atyrau
- Amministrazione apostolica della Bielorussia
- Amministrazione apostolica del Caucaso dei Latini
- Amministrazione apostolica di Harbin
- Amministrazione apostolica del Kirghizistan
- Amministrazione apostolica dell'Uzbekistan
- Amministrazione apostolica del Kazakistan e dell'Asia Centrale
- Amministrazione apostolica personale San Giovanni Maria Vianney

Tra le antiche amministrazioni apostoliche, oggi soppresse, si ricordano:
- Amministrazione apostolica di Łemkowszczyzna
- Amministrazione apostolica di Schwerin